# Grande Mosquée de Diafarabé
 (juillet 2021).
La Grande Mosquée de Diafarabé est une mosquée en banco, d'architecture soudanaise, située dans la ville de Diafarabé, au Mali. 